# Dům Tři jehňátka
Dům Tři jehňátka, původně Drei Lämmer Haus, stojí v centru lázeňské části Karlových Varů v městské památkové zóně v ulici Tržiště č. 380/29. Byl postaven v letech 1911–1912.

## Historie
Na místě dnešního objektu stály dva barokní domy – Zlatá loď č. 44 a Mährisches Haus č. 42. V roce 1860 zde byl postaven nový dům, který dostal jméno Tři jehňátka (Drei Lämmer).
Roku 1911 nechal dům přestavět tehdejší majitel Ernst Reinl. Projekt na úpravy vypracoval karlovarský stavitel Karl Heller. Městská rada schválila koncepci přestavby dne 14. září 1911 a za necelých sedm měsíců byl dne 4. dubna 1912 dům zkolaudován.

### Technická zajímavost
Již v roce 1911 byl do objektu instalován elektrický výtah. Ten zhotovila vídeňská firma Wertheim & Comp.

## Ze současnosti
V roce 2014 byl dům uveden v Programu regenerace Městské památkové zóny Karlovy Vary 2014–2024 v části II. (tabulková část 1–5 Přehledy) v seznamu památkově hodnotných objektů na území MPZ Karlovy Vary.
V současnosti (červen 2021) je evidován jako objekt k bydlení v majetku společenství vlastníků.

## Popis
Čtyřpodlažní řadový dům o devíti okenních osách, s obytným podkrovím, se nachází v ulici Tržiště č. 380/29.
Po přestavbě v letech 1911–1912 je budova příkladem nového biedermaieru v Karlových Varech.